# Christoph Georgi
Christoph Georgi (* 27. Juni 1932 in Bockau; † 24. Juni 2019 in Schneeberg) war ein deutscher Fotograf, der durch seine zahlreichen Beteiligungen an Buchpublikationen zum Erzgebirge und dem Vogtland bekannt geworden ist.
Der aus dem Erzgebirgsdorf Bockau stammende Georgi absolvierte nach dem Zweiten Weltkrieg eine Ausbildung zum Fotografen bei Franz Fiedler in Dresden. Er betrieb ein Fotogeschäft in Schneeberg, in dem er auch eigene Ansichtskarten vertrieb. Gemeinsam mit Manfred Blechschmidt und Klaus Walther verfasste er mehr als zwanzig Bild-Text-Bände, wobei Georgi vor allem die Bebilderung beisteuerte. Er war zudem an zahlreichen Jahrgängen des Haus- und Heimatkalenders für das Erzgebirge und Vogtland beteiligt. Sein fotografisches Schaffen ist ein bleibendes Zeugnis der Landschaft, der regionalen Handwerke sowie der Lebenswelten im Erzgebirge in der zweiten Hälfte des 20. Jahrhunderts.
Georgi starb im Juni 2019 wenige Tage vor seinem 87. Geburtstag.